# Biserica Ortodoxă Română
Biserica Ortodoxă Română (acronim BOR) este una din bisericile autocefale ale creștinismului ortodox. Majoritatea etnicilor români aparțin Bisericii Ortodoxe Române, dar biserica are și credincioși de alte naționalități: (romi, ucraineni etc.). Numai în România, numărul credincioșilor ortodocși este, potrivit recensământului din 2011, de 16.307.004, deci 86,45% din populația țării. În cadrul unui sondaj sociologic desfășurat în Republica Moldova în anul 2000, 21,5% din populația totală și un sfert din populația creștină au precizat că aparțin de Mitropolia Basarabiei, o subdiviziune a B.O.R. (aproximativ 720.000 de enoriași). După unele surse, printre românii din Ucraina și Occident, se află încă sute de mii de ortodocși care își afirmă subordonarea canonică față de Biserica Ortodoxă Română. Aceasta face ca numărul total al ortodocșilor români să fie de aproximativ douăzeci de milioane.
Numele Bisericii Ortodoxe vine din limba greacă, de la ορθο (ortho - drept, corect) și δοξα (doxa - învățătură, cunoaștere), traducându-se deci prin „învățătura dreaptă“, sau „învățătura corectă“.
Sfânta Liturghie în Biserica Ortodoxă Română este rostită în română, ucraineană și sârbă (și, sporadic, în maghiară, engleză sau franceză).3

## Istoria

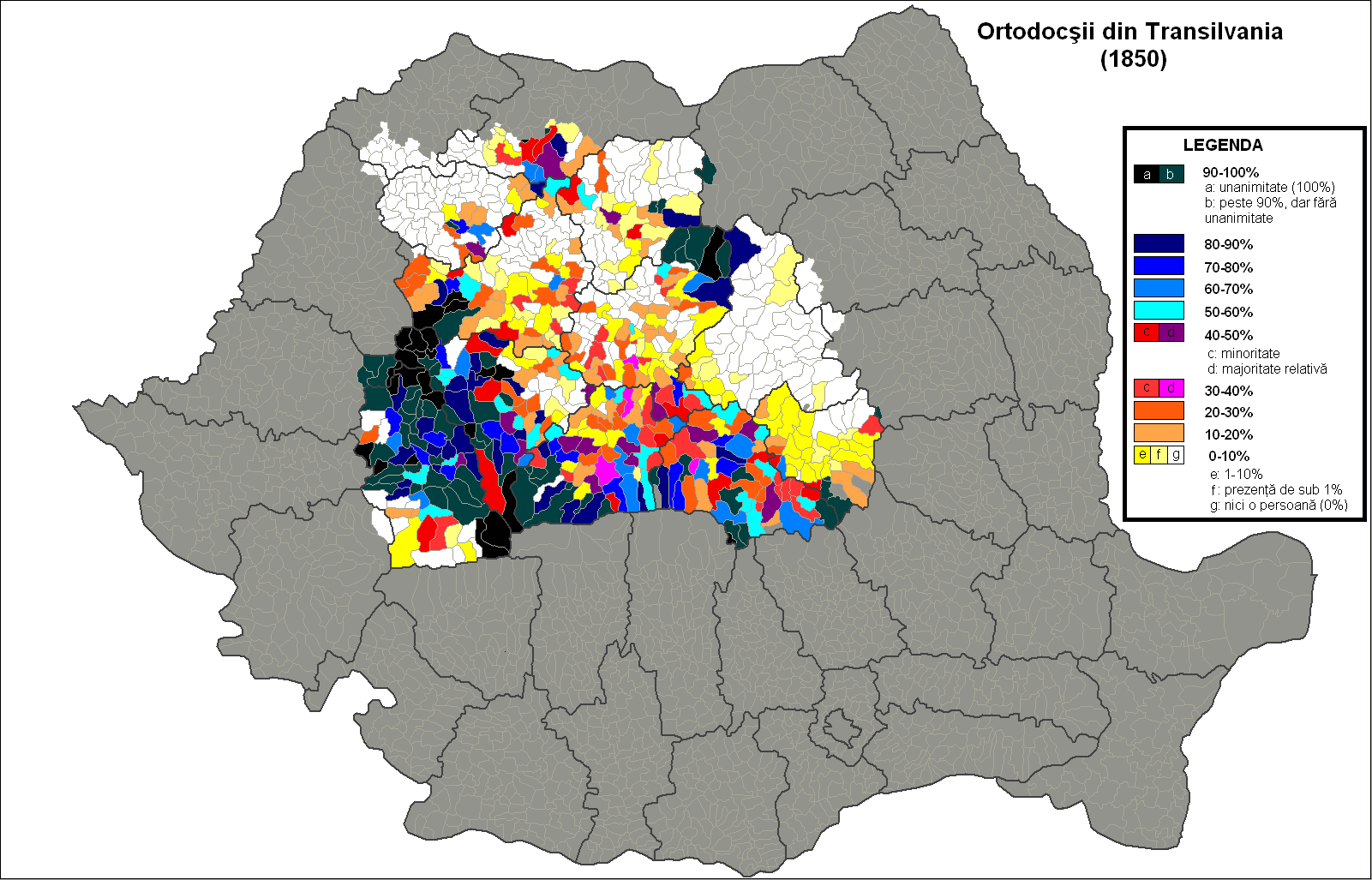
Ortodocșii din Transilvania conform recensământului habsburgic din 1850

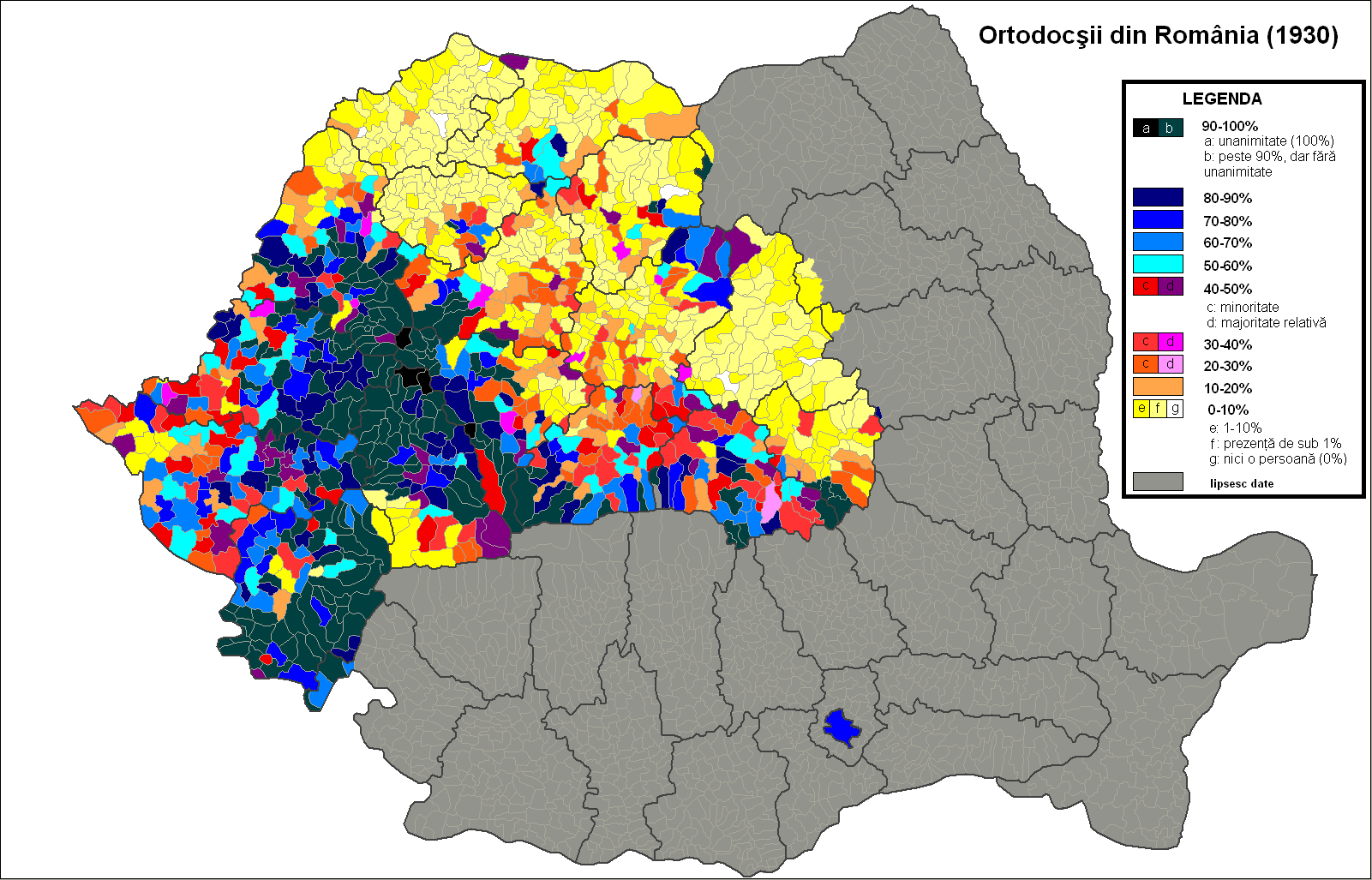
Ortodocșii din România conform recensământului din 1930

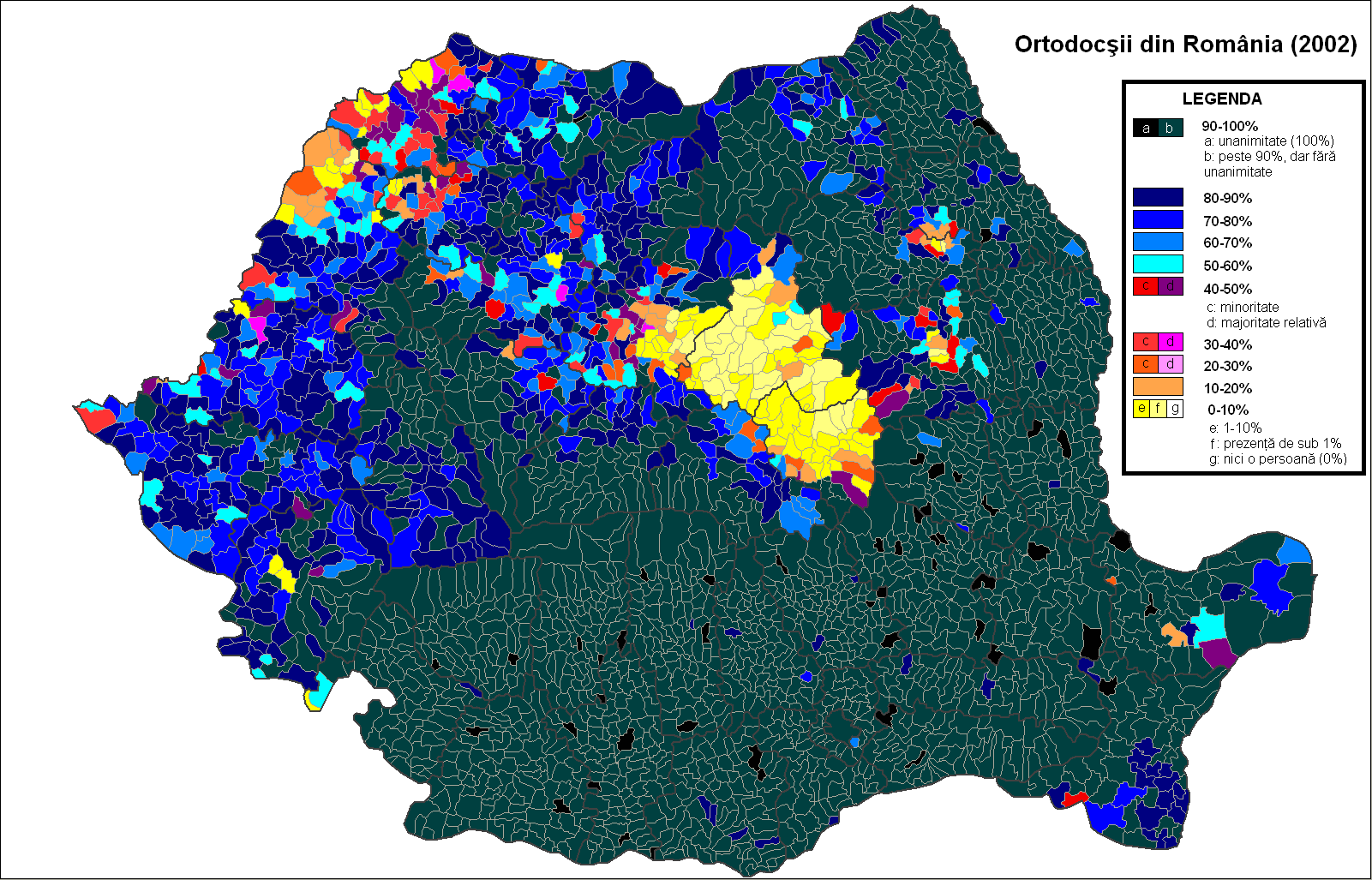
Ortodocșii din România conform recensământului din 2002

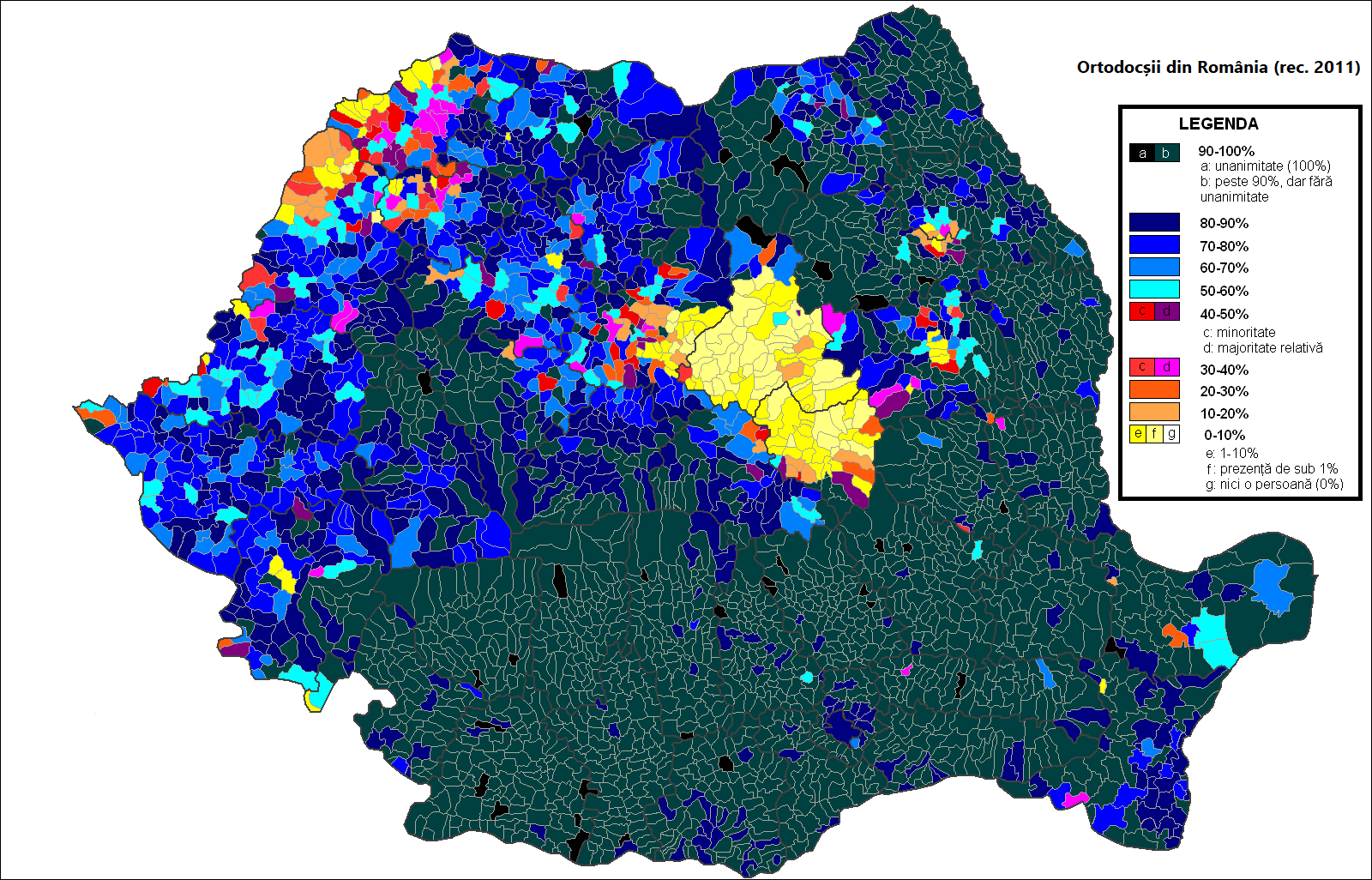
Ortodocșii din România (2011)

### Autocefalia și ridicarea la rangul de Patriarhie

Organizarea administrativă a Bisericii Ortodoxe Române în anul 1938

Biserica Ortodoxă Română a luat ființă în anul 1872 prin desprinderea Mitropoliei Ungrovlahiei și Mitropoliei Moldovei de sub ascultarea canonică a Patriarhiei de Constantinopol și ridicarea mitropolitului Ungrovlahiei, totodată, arhiepiscop de București, în rangul de mitropolit-primat al României. Titlul de mitropolit-primat fusese acordat pentru prima dată de autoritățile laice mitropolitului Nifon Rusailă în 11 ianuarie 1865. Până la constituirea Sfântului Sinod românesc, în anul 1872, bisericile ortodoxe din Țările Române au fost parte integrantă a Patriarhiei de Constantinopol, iar ierarhii ortodocși din Țările Române se găseau sub ascultarea canonică a patriarhului de Constantinopol, care s-a opus, inițial, desprinderii celor două mitropolii și fărâmițării Bisericii Ortodoxe (precedentul fusese creat în anul 1448, când Sinodul de la Moscova și-a proclamat autocefalia față de Constantinopol, dând, astfel, naștere Bisericii Ortodoxe Ruse). Mai înainte sau între timp (de la obținerea autocefaliei bisericii ortodoxe din limitele statului rus și până la recunoașterea autocefaliei Bisericii Ortodoxe Române), și alte biserici din teritoriile noilor state independente din Balcani s-au declarat, au devenit și, într-un târziu, au obținut recunoașterea statutului lor autocefal de la Patriarhia constantinopolitană: Biserica ortodoxă din Grecia în 1833 (recunoscută de Constantinopol în 1850), Biserica ortodoxă din Bulgaria în secolul al IX-lea (va pierde temporar statutul de biserică autocefală în secolul al X-lea și o reobține de la sultan în 1870, recunoscută finalmente de Patriarhia de la Constantinopol în 1945), Serbia din 1219 (cu recunoașterea titlului de patriarh din 1375; o dată cu pierderea independenței statului, biserica va pierde și ea temporar autocefalia: doar după obținerea independenței de către Serbia, biserica reobține autonomie ecleziastică în 1832 și, finalmente, recunoașterea autocefaliei în 1879).
După proclamarea independenței de stat a României (9 mai 1877), au urmat tratative cu Patriarhia de Constantinopol, în vederea recunoașterii autocefaliei Bisericii Ortodoxe Române. Aceasta recunoaștere a fost acordată pe 25 aprilie 1885 de patriarhul ecumenic Ioachim al IV-lea. Din perspectiva Patriarhiei de Constantinopol aceasta este data nașterii Bisericii Ortodoxe Române. De facto, Biserica Ortodoxă Română a luat ființă odată cu constituirea Sfântului Sinod de la București, în anul 1872, acest eveniment marcând transformarea mitropoliilor și episcopiilor ortodoxe din părți componente ale Patriarhiei de Constantinopol în părți componente (subdivizuni) ale noii structuri.
Mitropolia Ardealului s-a unit cu Sfântul Sinod de la București în 23 aprilie 1919: "La 23 aprilie 1919, Sfântul Sinod episcopesc al Mitropoliei Ardealului (alcătuit pe atunci numai din episcopul Ioan Papp al Aradului - care era și locțiitor de mitropolit - și dr. Miron E. Cristea al Caransebeșului) a hotărât să intre în Sfântul Sinod din București, iar Biserica Ortodoxă din Ardeal, Banat, Crișana și Maramureș 'a format parte integrantă a Bisericii mame din România întregită' ".7
Din 1925 Biserica Ortodoxă Română este organizată ca Patriarhie. În acel an, în 4 februarie, Sfântul Sinod a hotărât sa înființeze Patriarhia Ortodoxă Română. Mitropolitul primat (Mitropolitul Ungrovlahiei) a fost ridicat la treapta de patriarh. Legea pentru înființarea Patriarhiei a fost promulgată la 25 februarie 1925, iar la 1 noiembrie 1925 a avut loc înscăunarea lui Miron Cristea ca prim patriarh al României (1925-1939).

### Biserica Ortodoxă Română în Republica Moldova
Românii din Republica Moldova – care este o parte din Basarabia istorică - au fost supuși unei politici de rusificare, după anexarea, în 1812, acestei părți a Moldovei de către Imperiul țarist.
La 26 ianuarie 1918, arhiepiscopul Anastasie al Chișinăului a format o comisie pentru convocarea unui Sinod Local bisericesc al Republicii Democratice Moldovenești, spre realizarea unei vieți bisericești autonome, ca urmare a independenței politice față de Imperiul rus. În cadrul acestei comisii s-a discutat problema raportului bisericii basarabene față de cea română. La 7 aprilie 1918 a fost trimisă o delegație la mitropolitul Pimen de la Iași. Acesta a explicat delegației basarabene că prin independența politică a Basarabiei s-a restabilit legătura canonică a Episcopiei Chișinăului și Hotinului cu Mitropolia Moldovei și Sucevei. Mitropolitul de Iași a arătat că problemele bisericești din Basarabia privesc întreaga Biserică Ortodoxă Română, fapt care a dus la retragerea arhiepiscopului Anastasie din scaunul arhiepiscopal al Chișinăului.
Sfântul Sinod de la București a decis ca episcopul Hușilor, Nicodim, să conducă treburile Arhiepiscopiei Chișinăului și Hotinului până la alegerea unui titular. Începând cu februarie 1919, arhiepiscop al Chișinăului a fost numit Gurie Grosu.
La 30 decembrie 1919 Sfântul Sinod al B.O.R., format din ierarhii provinciilor românești reunite, întrunit în ședință extraordinară, a luat hotărârea solemnă ca „după cum s-a realizat unirea tuturor teritoriilor românești la Patria-Mamă, tot astfel să se realizeze și unitatea bisericească pe întreg pământul României întregite, într-o singură Biserică Autocefală Ortodoxă“.
În parcursul anului 1927, Adunarea Eparhială de la Chișinău a adresat Sfântului Sinod cererea ca Arhiepiscopia Chișinăului să fie ridicată la rangul de Mitropolie, avându-l în frunte tot pe Gurie Grosu. Drept urmare, arhiepiscopul Gurie Grosu a primit din partea Sfântului Sinod de la București rangul de mitropolit al Basarabiei, decizie confirmată de autoritățile române prin Decret Regal.

Mitropolia Ortodoxă Română a Basarabiei

Mitropolia Basarabiei a fost desființată în perioada sovietică și a fost reactivată în 1992. Autoritățile Republicii Moldova au refuzat, inițial, recunoașterea Mitropoliei Basarabiei, aflată sub jurisdicția Patriarhiei Române. La 26 ianuarie 1999 Mitropolia Basarabiei s-a adresat Curții Europene a Drepturilor Omului, reclamând nesocotirea dreptului la libertate religioasă de către autoritățile Republicii Moldova. Până în 2002, Mitropolia Basarabiei și-a continuat activitatea în condiții de persecuție metodică și sistematică din partea autorităților statului, singura mitropolie recunoscută fiind cea a Chișinăului și a întregii Moldove, supusă Patriarhului Moscovei. Pe 13 decembrie 2001 Curtea Europeană a Drepturilor Omului (CEDO) a hotărât în unanimitate că, în cazul nerecunoașterii Mitropoliei Basarabiei, Republica Moldova încalcă articolele 9 și 13 ale Convenției Europene a Drepturilor Omului.4 CEDO a obligat, totodată, Republica Moldova la plata de daune morale în valoare de 20.000 €. Această decizie a dus la recunoașterea Mitropoliei Basarabiei de către autoritățile Republicii Moldova.
Mitropolia a fost înregistrată oficial de guvernul Republicii Moldova la 30 iunie 2002. La 12 noiembrie 2004, guvernul Republicii Moldova a înregistrat modificările operate la statutul Mitropoliei Basarabiei, prin care orice parte componentă reactivată a Mitropoliei Basarabiei va putea revendica dreptul de „succesoare spirituală, canonică, istorică“ a structurii similare care a funcționat până în 1944.
Mitropolia Basarabiei numără (după propriile date): 117 parohii pe teritoriul Republicii Moldova, 3 în Ucraina, 2 în Federația Rusă, respectiv una în Estonia, cuprinzând, în total, aproape un milion de credincioși. Potrivit unui sondaj INFOTAG din 2000, 23% din populația creștină din Republica Moldova aparține de Mitropolia Basarabiei (aproximativ 720.000 de credincioși).

## Organizarea

Organizarea Bisericii Ortodoxe Române pe teritoriul României, Republicii Moldova, Serbiei și Ungariei, ca. 2007-2009

Biserica Ortodoxă Română este organizată în șase mitropolii, 12 arhiepiscopii și 15 episcopii în România, cu un total de 13.527 parohii și filii, deservite de 14.513 preoți și diaconi, ce slujesc în 15.218 lăcașuri de cult. Pentru românii ortodocși din diaspora, există 4 mitropolii (constituite din 3 arhiepiscopii și 6 episcopii) în Europa; o Mitropolie și o Episcopie pe continentul american și o Episcopie a Australiei și Noii Zeelande.
În anul 2006 în țară existau 631 de mănăstiri, în care trăiesc circa 3.500 de monahi și 5.000 de monahii. Trei Mitropolii diasporale și patru Episcopii diasporale se află în afara României din granițele actuale, fără a socoti aici și Basarabia.
În România, există mai mult de 14.500 biserici ortodoxe.
Mitropoliile Patriarhiei Ortodoxe Române de pe teritoriul României sunt:
- Mitropolia Munteniei și Dobrogei;
- Mitropolia Moldovei și Bucovinei;
- Mitropolia Ardealului;
- Mitropolia Clujului, Maramureșului și Sălajului;
- Mitropolia Banatului;
- Mitropolia Olteniei.

Iar Eparhiile în afara granițelor țării sunt:
- Mitropolia Basarabiei; ·
- Mitropolia Ortodoxă Română a Europei Occidentale și Meridionale;
- Mitropolia Ortodoxă Română a Germaniei, Europei Centrale și de Nord;
- Mitropolia Ortodoxă Română a celor două Americi;
- Episcopia Daciei Felix (Serbia);
- Episcopia Ortodoxă Română din Ungaria;
- Episcopia Ortodoxă Română a Australiei și a Noii Zeelande.

## Dogma
În Enciclopedia Românilor (coordonator Dimitrie Gusti, vol. 1, 1938), dogma ortodoxă este sintetizată astfel:
„Cultul creștin ortodox este adorarea unui singur Dumnezeu în trei ipostaze (Sfânta Treime): Tatăl, Fiul și Sfântul Duh. Dumnezeu s-a descoperit oamenilor mai întâi incomplet, în Vechiul Testament, prin Moise și prin Profeți și apoi complet, în Noul Testament, prin însuși Fiul Său, Domnul Iisus Hristos. Unitatea ființei lui Dumnezeu face ca acolo unde se găsește una dintre ipostazele Sfintei Treimi să fie întreaga Dumnezeire. Proprietățile Dumnezeirii sunt și ale fiecărei ipostaze în parte. Singurele caracteristici proprii ipostazelor Sfintei Treimi în parte sunt următoarele: Tatăl este nenăscut, naște din veci pe Fiul și purcede din veci pe Duhul Sfânt, Fiul este născut din veci de Tatăl, iar Sfântul Duh este purces din veci de Tatăl.
Dumnezeu a adus din neființă la ființă toată lumea, pe cea văzută cât și pe cea nevăzută (lumea îngerilor). O parte din lumea nevăzută a căzut, din pricina semeției. Ea a format împărăția întunericului. Odată cu lumea începe și timpul. Primul om, făcut de Dumnezeu după chipul și asemănarea Sa, nu a ascultat însă de porunca lui Dumnezeu. Prin neascultarea lui, a intrat păcatul în lume și prin păcat moartea. În bunătatea și iubirea Sa față de neamul omenesc, Dumnezeu a dat pe Fiul Său, Care s-a născut din Sfântul Duh și din Fecioara Maria, mai presus de fire, ca Dumnezeu adevărat și om adevărat și a sălășuit printre oameni, învățându‑i care este calea cea adevărată, care este adevărul și care este viața. După cum prin neascultarea lui Adam lumea căzuse în păcat, se depărtase de Dumnezeu și ca urmare porțile împărăției cerurilor îi fuseseră închise, prin ascultarea care a mers până la supunerea de bună voie morții de pe cruce, Fiul lui Dumnezeu apropie din nou lumea de Dumnezeu, deschizându‑i din nou porțile Împărăției cerurilor. Vestea cea bună adusă oamenilor de Iisus Hristos și jertfa de pe cruce cu corolarul Învierii din morți și Înălțării la ceruri sunt stâncile de granit pe care este clădită temelia Bisericii creștine. Pentru ca oamenii sa se poată împărtăși din mântuirea adusa de El lumii, Iisus Hristos a lăsat Bisericii Sale mijloacele sfințitoare (Sfintele Taine), asigurând pe urmașii Săi, Sfinții Apostoli, ca și pe urmașii acestora, episcopi și preoți, de asistența și conlucrarea permanentă a Sfântului Duh. Sfintele Taine lăsate Bisericii Sale de Mântuitorul Iisus Hristos sunt în număr de șapte. Ele îmbrățișează toate nevoile sufletești ale credincioșilor creștini pe calea cea nouă trasata de El, ca și toate nevoile Bisericii creștine pentru propagarea în lume a operei Sale mântuitoare:
1. Prin Taina Sfântului Botez, individul este introdus în sânul comunității creștine spălându-se de păcatul strămoșesc (dacă este mic) și de toate celelalte păcate făcute până într'acea clipă (dacă este mare).
2. Prin Taina Ungerii cu Sfântul Mir (taină), celui ieșit din baia Sfântului Botez i se împărtășește Sfântul Duh spre întărire și progres pe calea virtuților creștine
3. Prin Taina Sfintei Euharistii credinciosul împlinește cuvântul lui Iisus Hrisos: Luați, mâncați, acesta este Trupul Meu... Beți dintru acesta toți, acesta este Sângele Meu... (Matei 26, 26-28) căci dacă nu veți mânca trupul Fiului Omului și nu veți bea sângele Lui, nu veți avea viață în voi (Ioan 6, 53).
4. Prin Taina Pocăinței credinciosul care a călcat legea morală creștină cuprinsă în învățătura evanghelică are putința de a se ridica iarăși pe planul spiritual înalt pe care se găsea mai înainte de păcat
5. Prin Taina Sfântului Maslu, credinciosul capătă iertarea păcatelor și vindecare de suferințele sufletului și trupului
6. Prin Sfânta Taină a Nunții se întemeiază familia creștină și se pun bazele traiului după voința lui Dumnezeu prin dobândirea de prunci și perpetuarea neamului omenesc și întrajutorarea soților spre mântuire și, în fine,
7. Prin Taina Preoției, sunt unși aceia dintre credincioși, care voiesc și sunt considerați capabili să devină propagatori ai operei Mântuitorului Iisus Hristos în lume și împărtășitori ai Sfântului Duh.

Sufletul omului este nemuritor. După moartea trupului, sufletul așteaptă bucurându-se dacă a făcut cele bune în viață și părându-i rău dacă a făcut cele rele, până la a doua venire a lui Iisus Hristos, când vor fi judecați atât cei vii, cât și cei morți și când fiecare își va primi răsplata după faptele lui: cei buni - fericirea veșnică, iar cei răi - chinurile veșnice. După moarte nu mai este cu putință pocăința pentru cei care au respins-o cu hotărâre în viață. Pentru cei care însă au fost răpiți de greutățile vieții și, fără a dori să lucreze răul, nu au izbutit a viețui deplin creștinește, rugăciunile Bisericii mijlocesc înaintea lui Dumnezeu îmblânzirea pedepsei și chiar ieșirea din Iad.
Izvoarele din care își scoate Biserica Creștină ortodoxă principiile sale morale și adevărurile sale religioase, sunt:
- Sfânta Scriptură a Vechiului și a Noului Testament (Biblia);
- Sfânta Tradiție (consemnată în scris de Sfinții Părinți și Scriitori bisericești)
- Hotărârile primelor șapte Sinoade Ecumenice.

Biserica creștină ortodoxă se simte cu tenacitate legată de acestea și își face o adevărată onoare din lupta pe care o duce pentru păstrarea lor fără schimbare. Ele sunt norma credinței celei drepte, de aceea Biserica creștină ortodoxă, legată exclusiv de această normă, își merită pe bună dreptate numele ce-l poartă.”

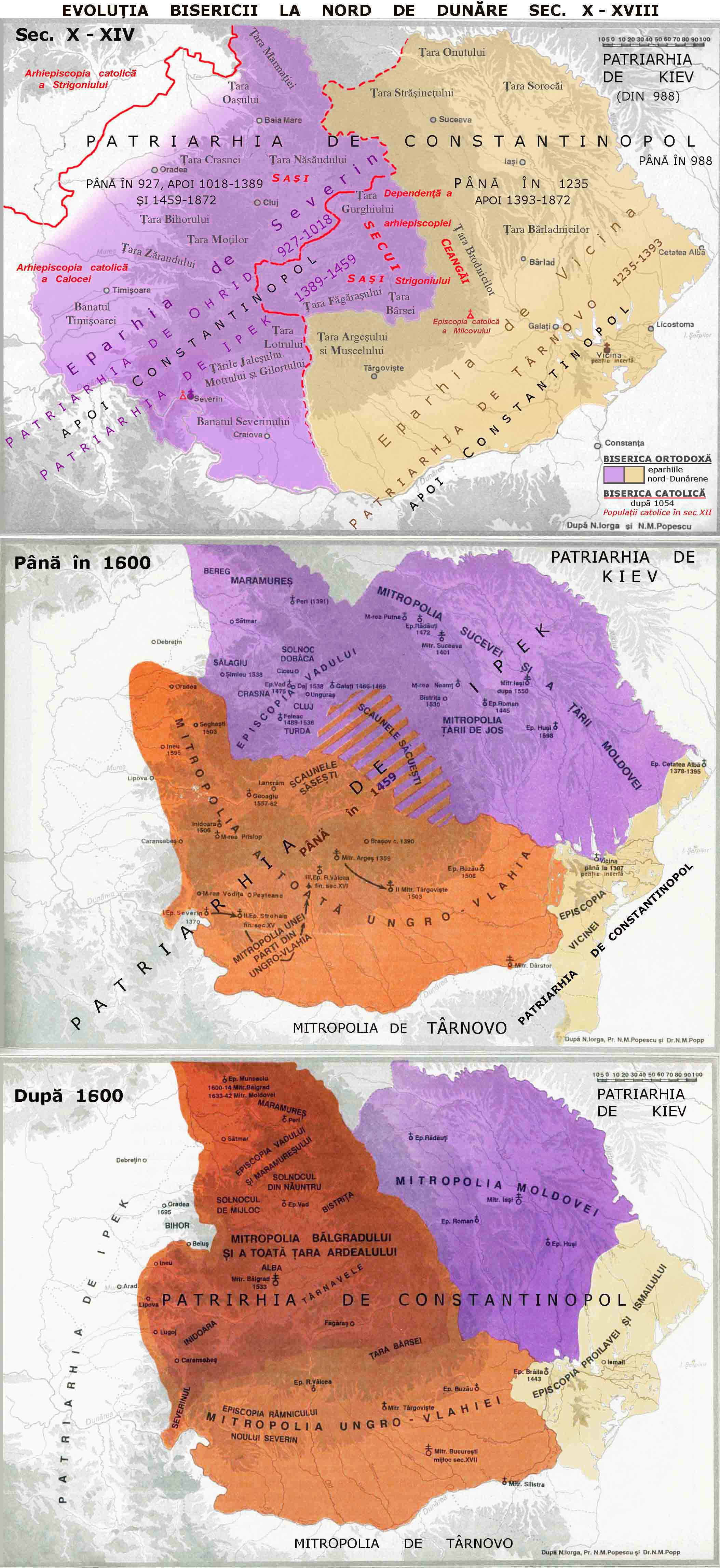
Evoluția bisericii ortodoxe în țările române înainte de înființarea Bisericii Ortodoxe Române, după Iorga, Popescu și Popp

## Primații Bisericii Ortodoxe Române

#### Mitropoliți-primați ai României (1865-1925)
- 1865 - 1875: Nifon Rusailă (1789-1875)
- 1875 - 1886: Calinic Miclescu (1822-1886)
- 1886 - 1893: Iosif Gheorghian (1829-1909)
- 1893 - 1896: Ghenadie Petrescu (1836-1918)
- 1896 - 1909: Iosif Gheorghian (1829-1909)
- 1909 - 1911: Athanasie Mironescu (1856-1931)
- 1912 - 1919: Conon Arămescu-Donici (1837-1922)
- 1919 - 1925: Miron Cristea (1868-1939)

#### Patriarhi ai României (1925-prezent)
- 1925 - 1939: Miron Cristea (n. 1868 – d. 1939)
- 1939 - 1948: Nicodim Munteanu (n. 1864 – d. 1948)
- 1948 - 1977: Justinian Marina (n. 1901 – d. 1977)
- 1977 - 1986: Iustin Moisescu (n. 1910 – d. 1986)
- 1986 - 2007: Teoctist Arăpașu (n. 1915 – d. 2007)
- 2007 - prezent: Daniel Ciobotea (n. 1951)

## Teologi români ortodocși din secolul al XX-lea

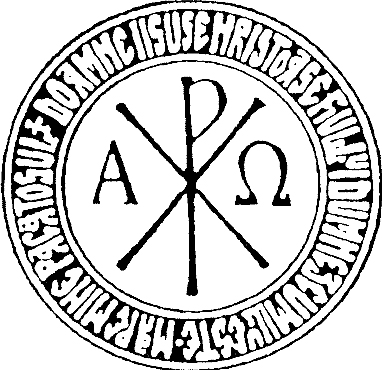
Filocalia

Părintele profesor Dumitru Stăniloae a trudit o viață întreagă la întregirea în limba română a monumentului pe care îl reprezintă Filocalia Românească.
Un mistic al Bisericii Ortodoxe Române este părintele Arsenie Boca. Acesta a fost și pictor de icoane, dar și un vestit duhovnic. Scrierile sale constituie astăzi una din lecturile fundamentale ale multor trăitori ortodocși.
Părintele Ilie Cleopa a izbutit să aducă teologia patristică în limba română a secolului al XX-lea.
Părintele Nicolae Steinhardt, evreu convertit la ortodoxie în închisorile comuniste, este un alt reprezentant de frunte al teologiei românești a secolului XX.
Un teolog și poet creștin de excepție a fost și Traian Dorz, mare apărător al mișcării de reînviorare a trăirii ortodoxe Oastea Domnului. Scrierile sale au dăruit românilor teologia unui mărturisitor și trăitor al învățăturii ortodoxe, ale unui apărător al puterii credinței.
Părintele Ilarion Argatu a avut foarte mulți ucenici și admiratori în viață, și încă și mai mulți după trecerea la cele veșnice. Cărțile sale sunt atât de apreciate și căutate de credincioși încât s-au găsit – ca și în cazul părintelui Dumitru Stăniloaie și al altor teologi – „făcători” de scrieri care i se atribuiau în mod fals (de multe ori fiind în directă contradicție cu teologia sa).
Părintele Sofian Boghiu, originar din Basarabia, a fost un mare ascet și mărturisitor creștin. El este considerat sfânt de către foarte mulți ortodocși. Pictor plin de har și duhovnic de excepție, a lucrat lucrarea lui Dumnezeu vreme de mulți ani. Părintele Sofian Boghiu și părintele Adrian Făgețeanu, duhovnicii cei mai vestiți de la Mânăstirea Antim fiind numiți și „Apostolii Bucureștilor”, pentru mărturia creștină pe care au adus-o în plină epocă a comunismului ceaușist.
Toți teologii români ortodocși înfățișați pe scurt mai sus au suferit direct din pricina prigoanei comuniste, fiind închiși între 5 și 17 ani pentru credința lor.

## Figuri însemnate

### Ierarhi
- Daniel Ciobotea, Arhiepiscop al Bucureștilor, Mitropolit al Munteniei și Dobrogei, Locțiitor al Scaunului Cezareei Capadociei și patriarh al Bisericii Ortodoxe Române;
- Irineu Popa, Arhiepiscop al Craiovei și Mitropolit al Olteniei;
- Laurențiu Streza, Mitropolit al Ardealului, Arhiepiscop al Sibiului;
- Teofan Savu, Mitropolit al Moldovei și Bucovinei, Arhiepiscop al Iașilor;
- Ioan Selejan,  Mitropolit al Banatului, Arhiepiscop al Timișoarei;
- Andrei Andreicuț, Mitropolit al Clujului, Maramureșului și Sălajului, Arhiepiscop al Vadului, Feleacului și Clujului;
- Petru Păduraru, Mitropolit al Basarabiei;
- Iosif Pop, Mitropolit al Europei Occidentale și Meridionale, Arhiepiscop al Arhiepiscopiei Ortodoxe Române a Europei Occidentale;
- Serafim Joantă, Mitropolit al Germaniei, Europei Centrale și de Nord și Arhiepiscop al Arhiepiscopiei Ortodoxe Române a Germaniei, Austriei și Luxemburgului;
- Irineu Pop, Arhiepiscop al Alba Iuliei;
- Timotei Seviciu, Arhiepiscop al Aradului;
- Ioachim Giosanu, Arhiepiscop al Romanului și Bacăului;
- Calinic Dumitriu, Arhiepiscop al Sucevei și Rădăuților;ș
- Nicolae Condrea, Arhiepiscop al Arhiepiscopiei Ortodoxe Române a Celor Două Americi;
- Teodosie Petrescu, Arhiepiscop al Tomisului;
- Ignatie Trif, Episcop al Hușilor;
- Visarion Bălțat, Episcop al Tulcei;
- Galaction Stângă, Episcop al Alexandriei și Teleormanului;
- Casian Crăciun, Arhiepiscop al Dunării de Jos;
- Benedict Vesa, Episcop al Sălajului;
- Sofronie Drincec, Episcop al Episcopiei Ortodoxe Române a Oradiei;
- Marc Nemțeanul, Episcop Vicar al Mitropoliei Ortodoxe Române a Europei Occidentale și Meridionale;
- Daniil Stoenescu, Episcop al Daciei Felix (cu sediul administrativ în Vârșeț - Serbia);
- Vincențiu Grifoni, Episcop al Sloboziei și Călărașilor;
- Macarie Drăgoi, Episcop al Episcopiei Ortodoxe Române a Europei de Nord (cu sediul la Stockholm).

### Alti membri
- Ieromonahul Rafail Noica, sihastru în Munții Apuseni, fiul filosofului Constantin Noica;
- Ieromonahul Iustin Marchiș, starețul Mănăstirii Stavropoleos din București;
- Ieromonahul Iustin Pârvu, supraviețuitor al închisorilor comuniste;
- Ieromonahul Arsenie Papacioc, alt supraviețuitor notabil al închisorilor comuniste.

## Critici și controverse
Biserica Ortodoxă Română se bucură de o largă susținere din partea populației, aflată însă în scădere în deceniul anilor 2010, când au apărut din ce în ce mai multe voci critice la adresa acesteia.
În perioada interbelică, numeroși clerici (preoți) și simpli credincioși ortodocși au susținut sau au aderat la Mișcarea Legionară și au adoptat antisemitismul ei virulent. Ulterior rebeliunii legionare din 1941, Statul Național-Legionar a luat sfârșit, fiind acuzat de numeroase crime și de genocid împotriva evreilor români și a altor minorități, iar Mișcarea Legionară a fost scoasă în afara legii. Prin vocea patriarhului Nicodim Munteanu, Biserica Ortodoxă Română a militat pentru încetarea deportării evreilor bucovineni în Transnistria și repatrierea copiilor rămași orfani. Rabinul dr. David Safran (trimis de dr. Alexandru Șafran, Rabinul Șef al Cultului Mozaic din România) a cerut sprijinul Patriarhului Nicodim Munteanu și a rămas impresionat de înțelegerea și compasiunea prelatului:
„„Știu tot, fiul meu drag, aseară mi-a telefonat Eminența Sa Andrea Cassulo” (cardinalul Cassulo era nunțiul apostolic al Vaticanului la București, n.a.) „... misiunea... onorează credința iudaică și crucea care a fost pângărită... Voi fi astăzi la M.S. Elena și la conducătorul Statului. Misiunea mea este să apăr””
 De asemenea, numeroși preoți au salvat viața evreilor sau au ajutat evrei în perioade dificile, punându-și propria viață în pericol. Dintre aceștia părintele Gheorghe Petre-Govora a fost răsplătit de statul evreu pentru ajutorul dat în perioada Holocaustului unor evrei deportați în Transnistria cu titlul «Drept între Popoare». Conform istoricului Oliver Jens Schmitt legionarismul nu a fost condamnat niciodată de Biserica Ortodoxă Română.
O altă acuzație se referă la colaborarea cu Securitatea în timpul regimului comunist. Între ierarhii deconspirați s-au numărat Andrei Andreicuț, Calinic Argatu, Nicolae Corneanu, Casian Crăciun, Epifanie Norocel, Teodosie Petrescu, Antonie Plămădeală și Pimen Zainea. Mitropolitul Nicolae Corneanu și-a cerut iertare și a recunoscut că a furnizat poliției politice din acea perioadă informații privind „dușmanii poporului”, în schimbul susținerii avansării în ierarhia bisericească. Potrivit lui Mircea Dinescu, fost membru în CNSAS, există o scrisoare prin care mitropolitul Antonie Plămădeală i-a cerut lui Nicolae Ceaușescu avansarea de la gradul de colonel la cel de general.
Tot în perioada comunistă, Biserica Greco-Catolică este deposedată în 1948 de către noul regim de multe dintre bunurile sale în favoarea Bisericii Ortodoxe. După căderea comunismului, BOR se opune retrocedării lăcașelor de cult ce aparțineau cultului greco-catolic.
Cazul Tanacu și atitudinea BOR a stârnit controverse cu răsunet internațional. De altfel, cazul a fost și regizat în 2013, cu titlul „După dealuri”. În 2005, starețul Daniel Corogeanu și patru călugărițe au supus-o pe Irina Cornici la un ritual de exorcizare, imobilizând-o și legând-o la mâini și picioare cu lanțuri și prosoape. După mai multe zile, fără mâncare, actul s-a soldat cu moartea acesteia.
Alte critici la adresa unei minorități vocale de credincioși ortodocși se referă la atitudinea conservatoare a acesteia față de utilizarea unor inovații tehnologice, cum ar fi introducerea pașapoartelor biometrice, pe motiv că în codul de bare s-ar găsi, în opinia unor clerici sau credincioși, numărul 666 ("numărul diavolului") sau că tehnologia aceasta ar permite controlul asupra cetățenilor de către organizații oculte. Aceste păreri nu sunt un punct de vedere al Bisericii Ortodoxe Române.
Aceeași atitudine o manifestă o minoritate de credincioși ortodocși față de prezentarea teoriei evoluției în manualele școlare de biologie, considerând că acesta contravine dogmelor religioase, în condițiile în care Biserica Catolică acceptă această teorie științifică (considerând-o o expresie a intervenției divinității).
Alte opinii critice vizează afacerile BOR și faptul că aceasta deține o poziție privilegiată, fiind scutită de impozite și că este finanțată de Stat. Cu toate acestea, din punct de vedere fiscal, cultele religioase din România sunt tratate ca organizații de drept privat și utilitate publică, fiind asimilate ca regim fiscal cu ONG-urile, fundațiile, asociațiile sau alte organizații nonprofit, inclusiv partide politice sau sindicate. Biserica Ortodoxă Română plătește impozite pe terenurile și clădirile aflate în folosință, pe salarii și pe toate activitățile economice desfășurate în cadrul entităților economice care funcționează în interiorul său. Singurele venituri ale cultelor religioase din România (și din spațiul Uniunii Europene) care sunt scutite de impozitare sunt cele provenite din vânzarea obiectelor de cult și contribuții (nu taxe) pentru nunți, botezuri și alte servicii religioase, care nu sunt activități comerciale. Fondurile provenite din aceste surse, menite să sprijine autofinanțarea, rămân exclusiv în circuitul intern și sunt reinvestite în întreținerea și repararea lăcașurilor de cult, precum și în numeroasele activități cu caracter social-filantropic.
În ceea ce privește predarea religiei în școli, ASUR, ACCEPT și alte organizații non-guvernamentale consideră că aceasta reprezintă o sursă de îndoctrinare religioasă și care promovează intoleranța față de alte culte și față de minorități sexuale,
Bisericii Ortodoxe Române i se mai impută și faptul că este incapabilă de comunicare, dar intolerantă față de progres și impasibilă evoluției societății.
BOR este criticată și din cauza alegerii prelaților din rândul persoanelor urmărite penal.
În august 2013 europarlamentarul Șerban Bodu (PDL) a cerut Curții de Conturi să controleze alocările de fonduri publice direcționate către Biserica Ortodoxă Română în ultimii cinci ani. Europarlamentarul a argumentat că demersul său a fost determinat de sumele foarte mari de bani care au fost alocate de stat către BOR, în special pentru construcția de biserici, astfel încât s-au construit peste 4.000 de lăcașe de cult, în timp ce  au fost construite: zero școli, zero grădinițe și zero spitale publice. Acesta a mai cerut BOR să prezinte publicului informații cu privire la modul cum a folosit acești bani.

### Catedrala Mântuirii Neamului
O altă sursă de controverse o constituie construcția Catedralei Mântuirii Neamului, criticată pentru resursele financiare alocate, dar și în legătură cu utilitatea acesteia. Mai mult, BOR cere sistematic fonduri pentru această construcție, atât primăriilor și prefecturilor din București și din provincie, cât și enoriașilor acesteia, în ciuda lipsei de fonduri în bugetele locale și a opoziției plătitorilor de taxe.

## Avere
Biserica Ortodoxă Română deține la nivel național 35.000 de hectare de pădure și 40.000 de hectare de teren arabil. Valoarea acestora este estimată la 420 milioane euro, potrivit unei investigații realizate în 2011 de Televiziunea Națională.
Conform ziarului Adevărul, această instituție se află în topul celor mai profitabile din țară, iar veniturile sale continuă să crească. Arhiepiscopiile și Mitropoliile dețin averi uriașe, de la clădiri, terenuri, mii de hectare de pădure până la trusturi de presă.
Profitul înregistrat în anul 2010 de către Patriarhia Română a fost de 1,7 milioane euro, iar în anul 2011 de 6,6 milioane euro. În 2009, Patriarhia Română a declarat venituri de 14 milioane de euro la administrația financiară.

## Presa afiliată
Radio Trinitas și-a început emisia pe 17 aprilie 1998, la Iași, făcând parte, de atunci și până la data de 27 octombrie 2007, din cadrul Institutului Cultural Misionar Trinitas al Mitropoliei Moldovei și Bucovinei.
Din ziua de 27 octombrie 2007 Radio Trinitas și-a mutat sediul în București și a devenit parte a centrului de presă Basilica al Patriarhiei Române.
Pe 7 februarie 2005 Mitropolia Moldovei și Bucovinei a lansat la Iași Ziarul Lumina.
Pe 14 octombrie 2005 ziarul s-a îmbogățit cu săptămânalul Lumina de Duminică, care din 2006 este distribuit la nivel național.
De la 1 decembrie 2007 Ziarul Lumina apare și în București, iar din 2008 este distribuit la nivel național.
La 27 octombrie 2007 Patriarhia Română a inaugurat un centru de presă modern, numit Basilica, care cuprinde televiziune (Trinitas TV - lansat la acel moment), radio (Trinitas), cotidian (Ziarul Lumina), săptămânal (Lumina de Duminică) și agenție de știri (Basilica).
În 16 iunie 2008 a fost lansată agenția de știri Basilica.
În mai 2009 a fost lansată revista „Chemarea Credinței”, publicația Patriarhiei Române adresată copiilor și familiei creștine.

## Ani omagiali și comemorativi
Prin inițiativa din anul 2007 a patriarhului Daniel în anii omagiali și comemorativi se evocă prin ședințe solemne ale Sfântului Sinod, conferințe, congrese, sinaxe monahale, dezbateri, cateheze, procesiuni și alte activități bisericești o temă anuală aleasă, având un impact misionar major pentru Biserică și societate.
Stabilirea de către Sfântul Sinod a unor tematici omagiale și comemorative pentru fiecare an a devenit o practică obișnuită pentru coagularea sau focalizarea activităților bisericești în toate eparhiile din Patriarhia Română. Inițiativa din 2007 de proclamare a anului 2008 ca „Anul jubiliar al Sfintei Scripturi și al Sfintei Liturghii” a fost continuată și în anii următori.
- 2008 – Anul jubiliar al Sfintei Scripturi și al Sfintei Liturghii;
- 2009 – Anul comemorativ-omagial al Sfântului Vasile cel Mare, Arhiepiscopul Cezareei Capadociei († 379), și al celorlalți Sfinți Capadocieni;
- 2010 – Anul omagial al Crezului ortodox și al Autocefaliei românești;
- 2011 – Anul omagial al Sfântului Botez și al Sfintei Cununii;
- 2012 – Anul omagial al Sfântului Maslu și al îngrijirii bolnavilor;
- 2013 – Anul omagial al Sfinților Împărați Constantin și Elena;
- 2014 – Anul omagial euharistic (al Sfintei Spovedanii și al Sfintei Împărtășanii) și Anul comemorativ al Sfinților Martiri Brâncoveni;
- 2015 – Anul omagial al misiunii parohiei și mănăstirii azi și Anul comemorativ al Sfântului Ioan Gură de Aur și al marilor păstori de suflete din eparhii;
- 2016 – Anul omagial al educației religioase a tineretului creștin ortodox și Anul comemorativ al Sfântului Ierarh Martir Antim Ivireanul și al tipografilor bisericești;
- 2017 – Anul omagial al sfintelor icoane, al iconarilor și al pictorilor bisericești și Anul comemorativ Justinian Patriarhul și al apărătorilor Ortodoxiei în timpul comunismului;
- 2018 – Anul omagial al unității de credință și de neam și Anul comemorativ al făuritorilor Marii Uniri din 1918;
- 2019 – Anul omagial al satului românesc (al preoților, învățătorilor și primarilor gospodari) și Anul comemorativ al patriarhilor Nicodim Munteanu și Iustin Moisescu și al traducătorilor de cărți bisericești;
- 2020 – Anul omagial al pastorației părinților și copiilor și Anul comemorativ al filantropilor ortodocși români;
- 2021 – Anul omagial al pastorației românilor din afara României și Anul comemorativ  al celor adormiți în Domnul; valoarea liturgică și culturală a cimitirelor;
- 2022 – Anul omagial al rugăciunii în viața Bisericii și a creștinului și Anul comemorativ al sfinților isihaști Simeon Noul Teolog, Grigorie Palama și Paisie de la Neamț;
- 2023 – Anul omagial al pastorației persoanelor vârstnice și Anul comemorativ al imnografilor și cântăreților bisericești (psalți) în Patriarhia Română;
- 2024 – Anul omagial al pastorației și îngrijirii bolnavilor și Anul comemorativ al tuturor Sfinților tămăduitori fără de arginți
- 2025 – Anul omagial al Centenarului Patriarhiei Române și Anul comemorativ al duhovnicilor și mărturisitorilor ortodocși români din secolul al XX-lea